# جامعة تونتك الدولية للتكنولوجيا

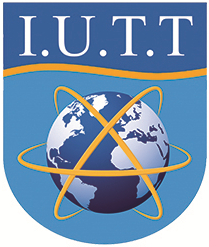

## نشأة الجامعة
جامعة تونتك الدولية للتكنولوجيا كانت الجامعة الماليزية الأولى والوحيدة في اليمن، حيث تأسست الجامعة في عام 2008م  تحت أسم جامعة تونتك الماليزية - فرع اليمن وقد كان المؤسس الرئيسي لها هو الدكتور خالد رشاد العليمي، واصبح اسم الجامعة الرسمي منذ العام 2012م هو (جامعة تونتك الدولية للتكنولوجيا)، كما تم تعديل شعار الجامعة.
وتقدم جامعة تونتك الدولية مجموعة متنوعة من البرامج الأكاديمية المتميزة في الدراسات العليا باللغة الإنجليزية، وفي العام 2024م تم افتتاح بعض البرامج التي تدرس باللغة العربية، كما تقدم مجموعة متكاملة من الفرص التعليمية والمصادر المتاحة داخل الحرم الجامعي، والتي تعزز البحث العلمي والريادة والقيادة والالتزام المجتمعي من خلال إشراك الطلاب وأعضاء هيئة التدريس في حياة ديناميكية تفاعلية وبيئة للتعلم مدى الحياة. ولمزيد من المعلومات عن الجامعة يرجى زيارة موقع الجامعة الإلكتروني {{http://www.iutt.edu.ye}}

## البرامج الاكاديمية
تحتوي الجامعة علي العديد من الكليات والبرامج في الدراسات الجامعية الأولى والدراسات العليا وهي:

### أولا برامج البكالوريوس (الدراسة الجامعية الأولى):
1- كلية المال والأعمال
- بكالوريوس إدارة أعمال دولية باللغة الإنجليزية
- بكالوريوس إدارة أعمال دولية باللغة العربية
- بكالوريوس إدارة نفط وغاز
- بكالوريوس محاسبة متخصصة
- بكالوريوس تسويق
- بكالوريوس علوم مالية ومصرفية

2- كلية الهندسة
- بكالوريوس هندسة نفط وغاز
- بكالوريوس هندسة مدنية
- بكالوريوس هندسة معمارية
- بكالوريوس تصميم داخلي

3- كلية الملتميديا والإبداع التقني
- بكالوريوس ملتيميديا
- بكالوريوس جرافكس

4- كلية علوم الحاسوب وتقنية المعلومات
- بكالوريوس تقنية معلومات الأعمال
- بكالوريوس علوم حاسوب
- بكالوريوس برمجة كمبيوتر
- بكالوريوس هندسة كمبيوتر
- بكالوريوس الامن السبراني
- بكالوريوس الذكاء الاصطناعي وعلم البيانات

#### 5- مركز اللغة الإنجليزية
- دورات متقدمة ومكثفة لطلاب الجامعة الجدد
- دورات في اللغات الحديثة وطرق الاتصال

### ثانيا برامج الدراسات العليا:
- ماجستير إدارة أعمال باللغة الإنجليزية MBA
- ماجستير إدارة أعمال باللغة العربية
- ماجستير تقنية معلومات
- ماجستير إدارة مشاريع هندسية

كما ان الجامعة تسعى لافتتاح برامج اكاديمية متميزة ونوعية لدرجتي البكالوريوس والماجستير في الفترة القادمة بالتعاون مع بعض الجامعات العالمية.

### الخدمات التدريبية والاستشارية
كما تنفذ الجامعة العديد من الدورات والبرامج التدريبية المتخصصة في الإدارة والتنمية البشرية والتطوير وإدارة المشاريع والبرمجيات والملتيميديا وغيرها والتي تقدم للعديد من المنظمات والجهات الرسمية والتي تساهم في تحسين وتطوير المهارات للعاملين في السوق المحلية ورفدهم بكوادر متخصصة ذات كفاءة ومتميزة تساعد في تطور ونهضة المجتمع واليمن.
كما أن الجامعة تقدم خدمات استشارية عبر المركز الاستشاري الخاص بها في عدة مجالات منها:
-استشارات في مجالات الهندسة والبنا التحتية والخدمات النفطية
- استشارات في مجالات الملتيميديا وتقنية المعلومات
- استشارات في مجالات الاعتماد الاكاديمي والجودة
- استشارات في مجالات الإدارة والتخطيط الاستراتيجي وإدارة المشاريع
- استشارات في مجالات التطوير والتخطيط الحضري
الجوائز والشهادات'
وتعتبر جامعة تونتك الدولية للتكنولوجيا هي الجامعة الوحيدة في اليمن التي حصلت على شهادات في الجودة مثل (شهادة ودرع النجمة الذهبية - جنيف) وجائزة سقراط للجودة (2016م) وهي شهادات ممنوحة من منظمات عالمية متخصصه في مراقبة الجودة العامة.
عنوان الجامعة:
موقع الجامعة:
الجمهورية اليمنية، صنعاء، حدة، مدخل العشاش - خلف بنك الكريمي
هاتف: 427570/1 1 00967
فاكس: 427572 1 00967
الموقع الإلكتروني:
www.iutt.edu.ye
أو زيارة صفحة الجامعة على فيسبوك:
International University of Technology Twintech - Yemen